# Кичкирівська сільська рада
Кичкирівська сільська рада — колишня адміністративно-територіальна одиниця та орган місцевого самоврядування у Радомишльському і Малинському районах Малинської і Волинської округ, Київської й Житомирської областей Української РСР та України з адміністративним центром у с. Кичкирі.

## Населені пункти
Сільській раді підпорядковувались населені пункти:
- с. Кичкирі
- с. Брід
- с. Глиниця
- с. Нова Юрівка

## Населення
Відповідно до результатів перепису населення СРСР, кількість населення ради, станом на 12 січня 1989 року, становила 1 128 осіб.
Станом на 5 грудня 2001 року, відповідно до перепису населення України, кількість мешканців сільської ради становила 921 особу.

## Склад ради
Рада складалась з 16 депутатів та голови.

### Керівний склад сільської ради
| ПІБ                         | Основні відомості                                                                       | Дата обрання | Дата звільнення |
| --------------------------- | --------------------------------------------------------------------------------------- | ------------ | --------------- |
| Максименко Олена Григорівна | Сільський голова, 1975 року народження, освіта, позапартійна                            | 26.03.2006   | 31.10.2010      |
| Максименко Олена Григорівна | Сільський голова, 1975 року народження, освіта середня спеціальна, член Партії регіонів | 31.10.2010   |                 |

Примітка: таблиця складена за даними джерела

## Історія
Створена 1923 року в складі с. Кичкирі, хутора Кичкирівський Ліс та слободи Серединка Кичкирівської волості Радомисльського повіту Київської губернії. Станом на 2 лютого 1928 року в підпорядкуванні значаться хутори Дегтярня, Кам'яноломня, Коробочка, Куренище, Потереби та Солом'яні Печі. У списку населених пунктів ради на 15 червня 1926 року ці хутори значаться під загальною назвою Кичкирівські хутори. Станом на 1 жовтня 1941 року хутори Дегтярня, Кам'яноломня, Коробочка, Куренище, Потереби, Солом'яні Печі та слоб. Серединка не перебувають на обліку населених пунктів.
Станом на 1 вересня 1946 року сільська рада входила до складу Радомишльського району Житомирської області, на обліку в раді перебувало с. Кичкирі, х. Кичкирівський Ліс не перебуває на обліку населених пунктів.
11 серпня 1954 року, відповідно до указу Президії Верховної ради Української РСР «Про укрупнення сільських рад по Житомирській області», до складу ради приєднано села Глиниця, Юрівка (згодом — Нова Юрівка), хутори Брід і Шахарня ліквідованих Глиницької та Юрівської сільських рад Радомишльського району.
На 1 січня 1972 року сільська рада входила до складу Радомишльського району Житомирської області, на обліку в раді перебували села Брід, Глиниця, Кичкирі та Нова Юрівка.
Припинила існування 7 грудня 2017 року через об'єднання до складу Радомишльської міської територіальної громади Радомишльського району Житомирської області.
Входила до складу Радомишльського (7.03.1923 р., 4.01.1965 р.) та Малинського (30.12.1962 р.) районів.